# Community college
Community college w Kanadzie i w Stanach Zjednoczonych (czasem zwany county college, junior college lub city college) – dwuletni college, który po ukończeniu studiów nadaje tytuł associate. Odpowiednikiem jest polski technik. 
Wielu studentów najpierw studiuje w community college, a następnie kontynuuje naukę na uczelniach 4-letnich. Powodem takiego działania są dużo niższe koszty nauki i utrzymania niż na uczelniach 4-letnich.